# ییرا سور
ییرا سور (انگلیسی: Yira Sor؛ زادهٔ ۲۴ ژوئیهٔ ۲۰۰۰) بازیکن فوتبال است.
از باشگاه‌هایی که در آن بازی کرده‌است می‌توان به باشگاه فوتبال خنک اشاره کرد.
وی همچنین در تیم ملی فوتبال زیر ۲۰ سال نیجریه بازی کرده‌است.